# 邵可立
邵可立（1556年—1626年），字元禮，號泰宇，陕西西安府商州人，明朝政治人物。

## 生平
萬曆二十二年（1594年）甲午科陕西乡试舉人，二十六年（1598年）戊戌科進士。吏部觀政，初授永城县知县，三十四年擢兵部武库司主事，三十六年調职方司，管理山海关，三十七年升兵部员外郎，四十年丁憂，四十五年補原职，四十六年升车驾司郎中，四十七年六月升山西蓟州道参政。天启二年（1622年）五月升山东右布政使、霸州兵备道，三年升大同道左布政使，四年养病辞官，五年考察。

## 家族
曾祖邵潜，廪生；祖邵榆，恩贡；父邵来宣，寿官，封承德郎。母李氏，封安人。具庆下。兄可教（冠带）。弟可輔、可啓。娶楊氏，贈安人；继娶王氏，封安人。子邵公弼。